# 宝塚ホテル
宝塚ホテル（たからづかホテル）とは、兵庫県宝塚市栄町にあるホテルである。阪急阪神ホテルズ（阪急阪神第一ホテルグループ）が運営している。

## 概要
旧館は武庫川の右岸にある宝塚温泉の並びに位置する。宝塚歌劇団の公演を行う宝塚大劇場のオフィシャルホテルに指定されており、ホテルでも団員やOGによるショーが随時開催されている。
1926年（大正15年）に創業。旧館は創業時の建物（古塚正治設計）である。創業当初は阪急とは無関係であったが、数年後に阪急が施設を引き継ぐとともに、六甲山に分館を開業した。
1935年（昭和10年）7月5日早朝からの集中豪雨により宝塚市一帯で冠水。ホテル付近では5尺の深さに達する。
第二次世界大戦後、連合国軍最高司令官総司令部専用の施設として接収され、営業を停止した期間があったが再開。1950年（昭和25年）12月8日には、政府登録国際観光旅館の指定を受けた
2013年10月22日、レストランでの食材偽装問題が発覚した。詳しい経緯は「阪急阪神ホテルズ#不祥事」を参照。
2015年、老朽化に伴う取り壊しおよび移転が発表され、2017年5月18日に詳細な計画が発表された。2020年3月31日までは旧建物で営業を続け、そのままいったん終了した。新しい宝塚ホテルは、宝塚大劇場の西側隣接地（宝塚大劇場の西駐車場）に建てられ、2020年6月21日に開業した。当初は2020年5月14日に移転開業予定だったが、新型コロナウイルスの影響で移転開業日が遅れることになった。新ホテルの支配人には元宝塚歌劇団月組組長の憧花ゆりのが就任した。
旧館は2020年11月より解体され、跡地には分譲タワーマンション「ジオタワー宝塚グランレジス」が2025年現在建設中である。

### 旧館の要目
- 設計 - 古塚正治
- 竣工 - 1926年（大正15年）
- 構造 - RC造
- 備考 - 県指定景観形成重要建造物（2005年度指定）

## 店舗展開
阪急沿線を中心に、阪急阪神ホテルズ（HB商品事業部・レストラン事業部）直営の宝塚ホテルの名を冠したケーキ店やホテルの味を提供するレストランが出店している。このうち、HB商品事業部が手がけるショップ及び駅内売店については2014年1月から3月までに全店閉店となった（インターネットショップも2014年2月24日を以て営業を終了した）。
- ホテルショップ アルモニー（宝塚ホテル内）
- ダイニングバー「美味旬菜」（阪急うめだ本店12F）
- レストラン フローラ（阪神競馬場内）
- 宝塚ホテル レストラン「フェリエ」（宝塚大劇場内1F）

### かつて存在した店舗
- 大阪売店（阪急梅田駅 阪急百貨店外 JR大阪駅行きコンコース）
- 螢池売店（阪急蛍池駅 旧西出口前）
- 武庫之荘売店（阪急武庫之荘駅 北改札口前）
- 宝塚阪急 宝塚ホテルデリカショップ（阪急宝塚駅・阪急百貨店2F）
- 逆瀬川売店（阪急逆瀬川駅駅ビル1階）
- 石橋売店（阪急石橋駅構内 箕面線ホーム）
- 園田売店（阪急園田駅 園田阪急プラザ1階）
- 池田売店（阪急池田駅 改札口横）
- パティスリー ル プルミエ 宝塚ホテル（阪急32番街）
- 阪神・にしのみや 宝塚ホテル（阪神・にしのみや1F）
- 阪神・御影 宝塚ホテル（阪神・御影1F）
- 十三売店（阪急十三駅構内 宝塚線ホーム）
- 西宮北口売店（阪急西宮北口駅構内 今津線宝塚行きホーム）
- 三木SA 宝塚ホテル（山陽自動車道 三木SA上り） - レストラン・ベーカリー・ショッピング＆ギフトコーナー・フードコート（2016年3月31日で営業終了、翌月1日よりシンエーフーヅ運営になる）
- 兵庫医科大学病院内展望レストラン リビエール（西宮市・兵庫医科大学病院10号館）
- 西宮カントリー倶楽部レストラン
- 大阪市立大学医学部附属病院内レストラン パティオ（大阪市阿倍野区旭町・大阪市立大学医学部附属病院）
- 武庫ノ台ゴルフコース内レストラン（神戸市北区道場町）
- 宝塚ホテル ロビーショップ（宝塚ホテル（旧館）内）

## 交通
- 阪急電鉄（宝塚本線・今津線）・JR西日本福知山線宝塚駅より徒歩4分

## 周辺
- 花のみち
- 宝塚大劇場・宝塚バウホール
- 宝塚音楽学校

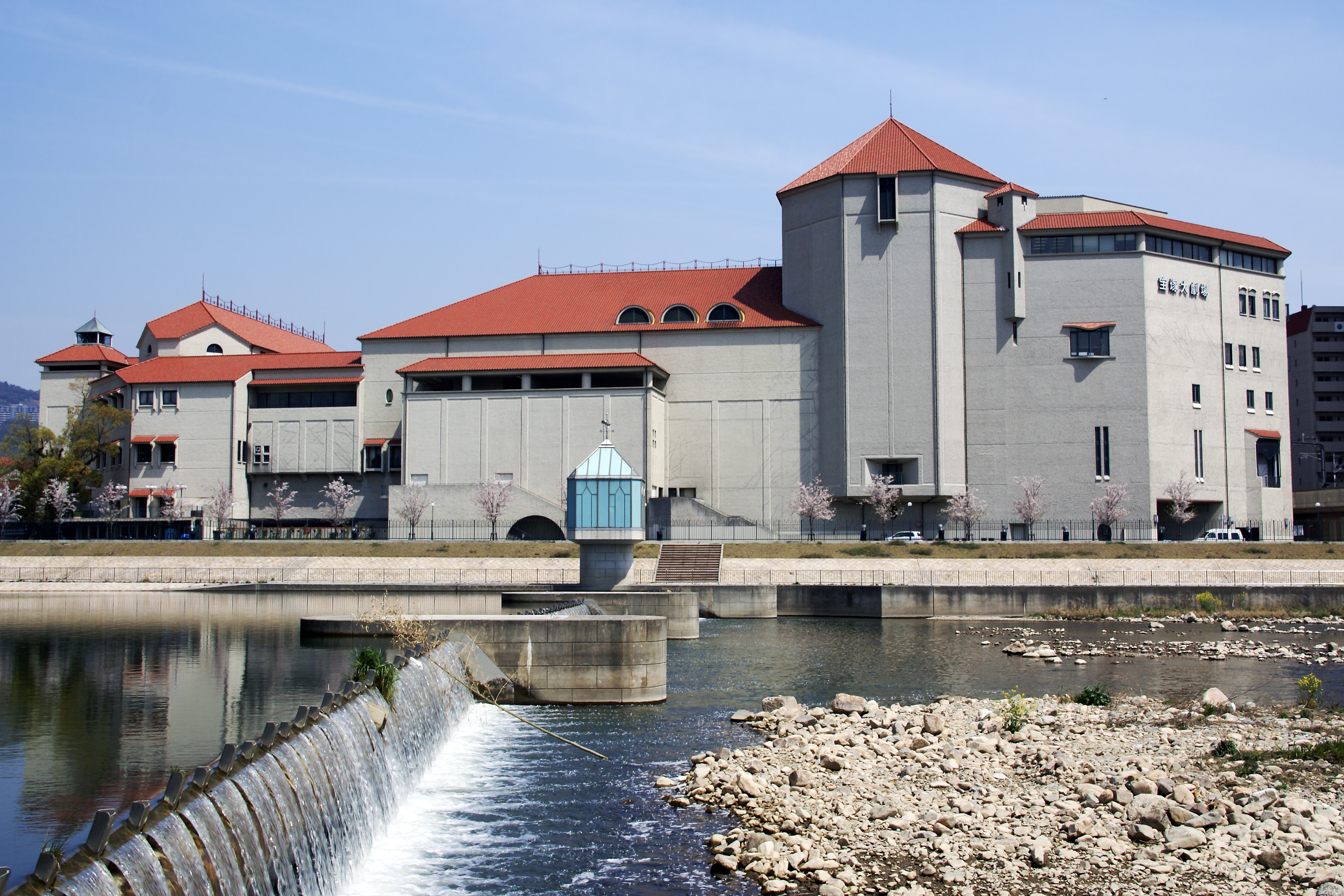
武庫川の畔に建つ宝塚大劇場（右）とバウホール

- 宝塚ガーデンフィールズ - 閉鎖され、跡地は阪急による再開発用地となったほか、宝塚市により「市立文化芸術センター・庭園」が整備される予定である[8]。
- 宝塚市立手塚治虫記念館

## 関連会社
- 宝塚ホテルサービス

## ギャラリー

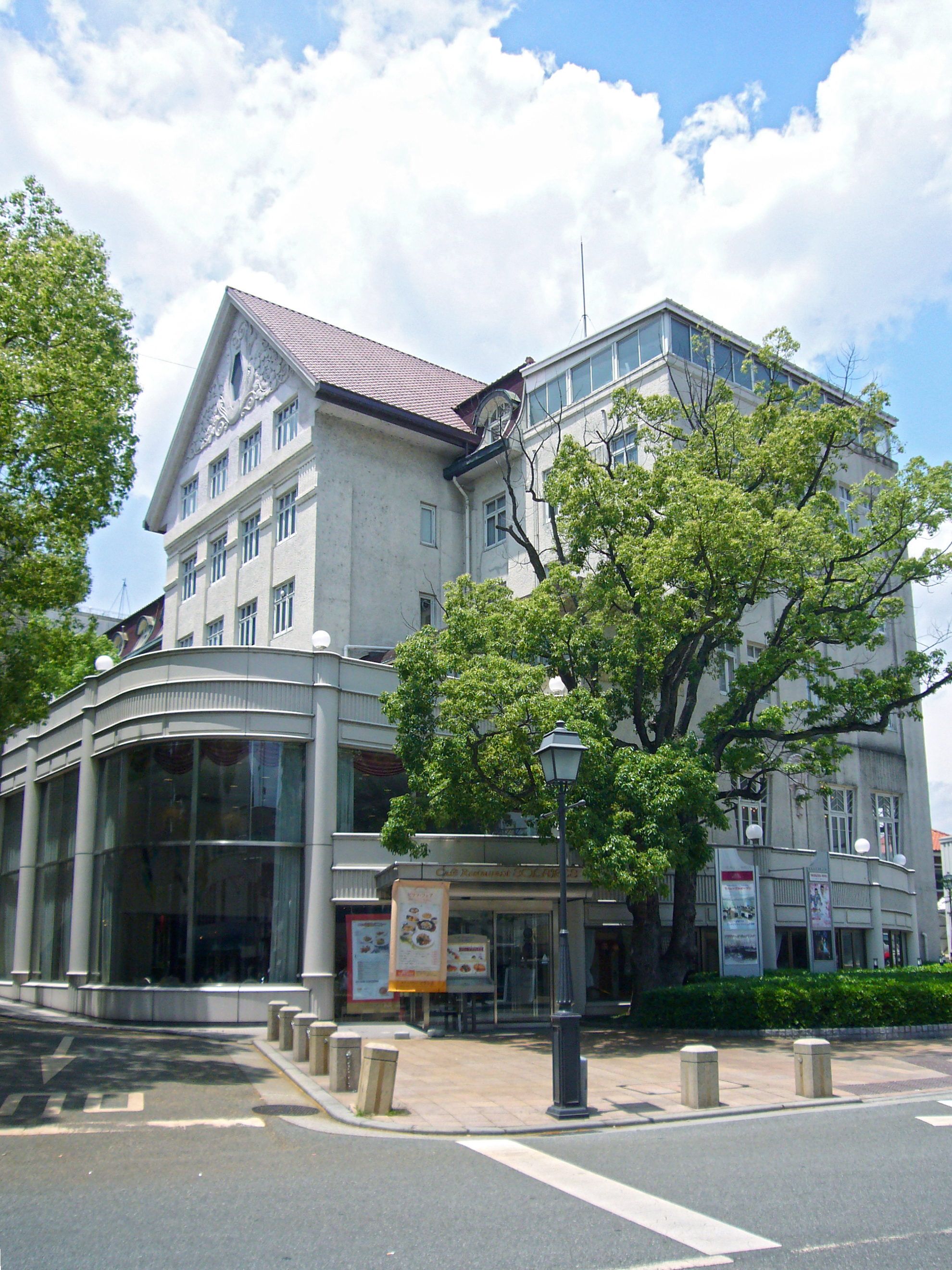
旧館
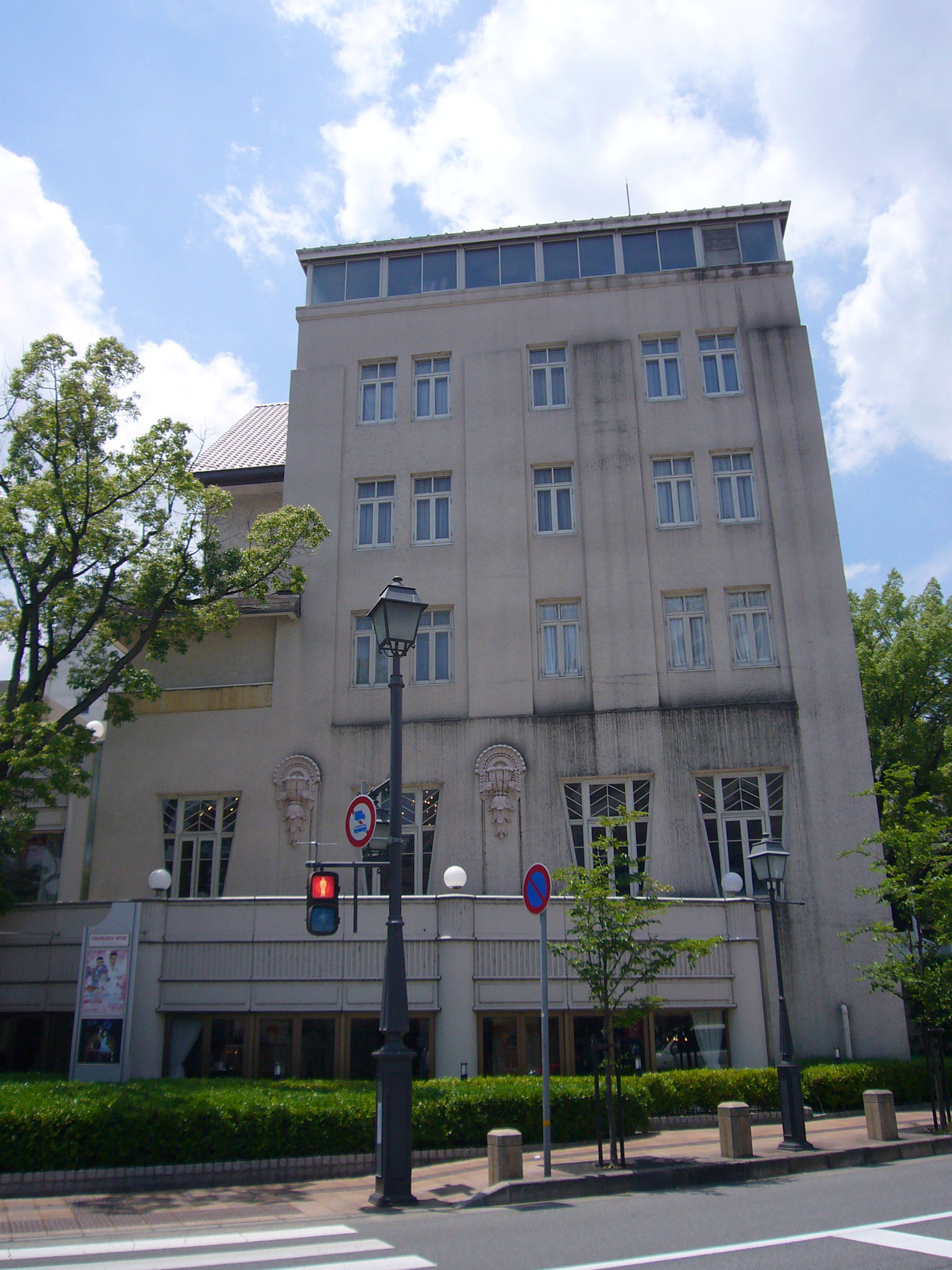
旧館（東面）
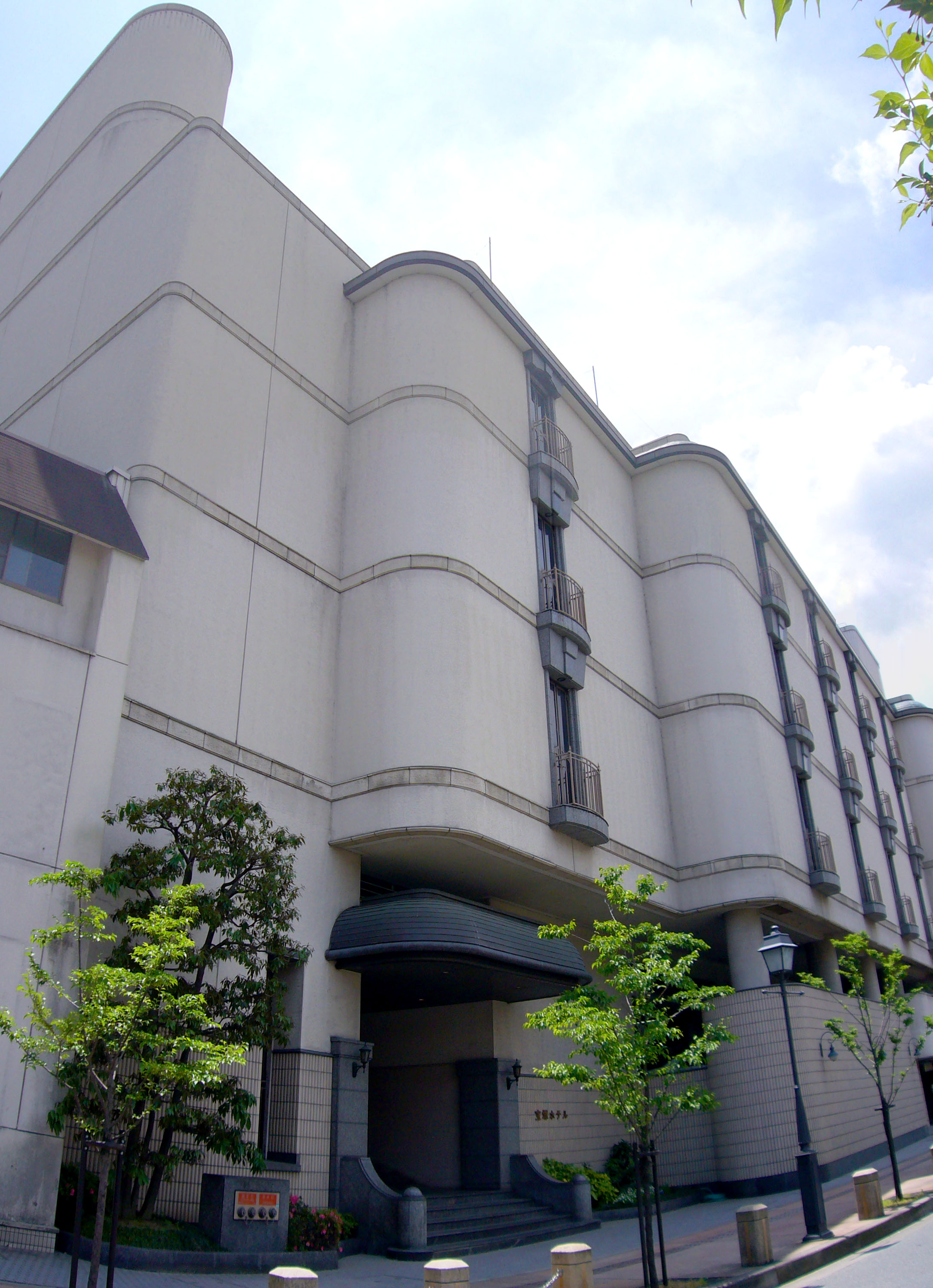
旧館（北面）